# Кардини, Цезарь
Цезарь Кардини (итал. Cesar Cardini, при рождении Чезаре Кардини (Caesare Cardini); 24 февраля 1896, Бавено, Пьемонт — 3 ноября 1956, Лос-Анджелес, Калифорния) — итальянский ресторатор, шеф-повар и владелец отеля совместно со своим братом Алексом Кардини (23 ноября 1899 — 22 декабря 1974). Ему приписывают создание салата «Цезарь» в его ресторане Caesar’s в Тихуане.

## Биография
Родился в Бавено на берегу озера Лаго-Маджоре, имел семь братьев и сестер: Бонифачо, Аннибале, Нерео, Алессандро, Карлотту, Гауденцио и Марию. Пока сестры Бонифачо и Аннибале остались в Италии, трое других братьев эмигрировали в Америку; Нерео открыл небольшой отель рядом с казино в Санта-Круз, Калифорния; Алессандро и Гауденцио в конце концов занялись ресторанным бизнесом в Мехико. Сообщается, что Алессандро, которого в США звали Алекс, был партнером Цезаря в мексиканской Тихуане. Чезаре как пассажир третьего класса приплыл в порт Нью-Йорка 1 мая 1913 года. После осмотра на острове Эллис он сел на поезд, направлявшийся в Монреаль.
Чезаре вернулся в Италию, но затем вновь приплыл в Соединенные Штаты в 1919 году. Вместе со своим партнером Уильямом Брауном он управлял рестораном Brown’s в Сакраменто, затем переехал в Сан-Диего . В то время он открыл первый из нескольких ресторанов в Тихуане, где мог избежать ограничений Сухого закона. Он женился на музыканте Камилле Д. Стамп 27 августа 1924 года в Санта-Ана, Калифорния. У пары родилась дочь Роза Мария Кардини (1928—2003).
Кардини приписывают создание салата «Цезарь» в 1924, по некоторым данным, это произошло 4 июля, в День Независимости США году. Вскоре он стал модным среди голливудских и других знаменитостей, особенно после того, как Чезаре переместил свой ресторан на несколько кварталов в отель, который был построен примерно в 1929 году (в настоящее время называется Hotel Caesar’s). Салат стал популярным не только в Америке, но и в Европе, благодаря жене английского принца Эдуарда VIII Уоллис Симпсон.
После отмены Закона Волстеда, который установил запрет на алкогольные напитки, и введения правительством Мексики запрета на азартные игры туристический бизнес Тихуаны резко упал. Кардини прекратил свой мексиканский бизнес в 1936 году и вернулся в Сан-Диего, чтобы основать кафе Caesar Cardini Café. В течение нескольких лет он управлял Tavern Hacienda в Сан-Диего, гостиницей Beacon Inn в Кардифф-бай-зе-Си и собственной Caesar Cardini Villa в Чула-Виста.
Семья переехала в Лос-Анджелес примерно в 1938 году, и Кардини сосредоточился на производстве и маркетинге своей салатной заправки, которую он зарегистрировал в 1948 году. Он умер в Good Samaritan Hospital 3 ноября 1956 года в Лос-Анджелесе после перенесённого инсульта в своем доме по адресу 8738 Bonner Drive, и был похоронен на кладбище Inglewood Park Cemetery. Его дочь взяла под свой контроль Caesar Cardini Foods Inc. Позже бренд Cardini был продан и теперь принадлежит фирме по производству салатных заправок T. Marzetti Company. Салатная заправка по-прежнему популярна и имеет более десятка разновидностей оригинального рецепта.

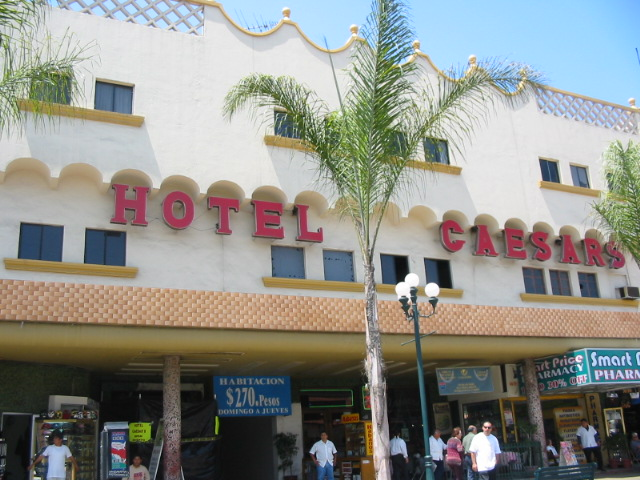
Hotel Caesar’s на Авенида Революсьон, главной улице Тихуаны

## Наследие
В Тихуане существует ресторан и бар Caesar’s на Avenida Revolución, он возглавляется знаменитым шеф-поваром кухни Баха Мед, Хавьером Пласенсиа, и предлагает «оригинальный салат Цезарь».